# Джон Лов
Джон Лов (на английски: John Love) е бивш пилот от Формула 1. Роден на 7 декември 1924 година в Булавейо, Родезия днес Зимбабве. Умира на 25 април 2005 година в Булавейо от рак.

## Формула 1
Джон Лов прави своя дебют във Формула 1 в Голямата награда на ЮАР през 1962 година. В световния шампионат записва 10 състезания, като успява да спечели шест точки и един път се качва на подиума. Състезава се за отборите на Купър и с частни автомобили.